# Порпетто
Порпетто (італ. Porpetto) — муніципалітет в Італії, у регіоні Фріулі-Венеція-Джулія,  провінція Удіне.
Порпетто розташоване на відстані близько 450 км на північ від Рима, 55 км на північний захід від Трієста, 25 км на південь від Удіне.
Населення — 2632 особи (2014).
Щорічний фестиваль відбувається 22 січня. Покровитель — San Vincenzo.

## Демографія
Населення за роками:

Станом на 1 січня 2023 року в муніципалітеті офіційно проживали 124 іноземці з 32 країн, серед них 62 громадяни країн Євросоюзу та 7 громадян України.

## Сусідні муніципалітети
- Кастьонс-ді-Страда
- Гонарс
- Сан-Джорджо-ді-Ногаро
- Торвіскоза